# Vernazza
Vernazza is een gemeente in de Italiaanse provincie La Spezia (regio Ligurië) en telt 1047 inwoners (31-12-2004). De oppervlakte bedraagt 12,3 km², de bevolkingsdichtheid is 88 inwoners per km².
Het is een van de vijf dorpen van de Cinque Terre en heeft een halte langs de spoorlijn Genua - Pisa.
De volgende frazioni maken deel uit van de gemeente: San Bernardino

## Demografie
Vernazza telt ongeveer 504 huishoudens. Het aantal inwoners daalde in de periode 1991-2001 met 8,4% volgens cijfers uit de tienjaarlijkse volkstellingen van ISTAT.
| Jaar | Inwoneraantal |
| ---- | ------------- |
| 1991 | 1184          |
| 2001 | 1084          |
| 2007 | 1001          |
| 2011 | 921           |
| 2013 | 879           |

## Geografie
Vernazza grenst aan de volgende gemeenten: Beverino, Monterosso al Mare, Pignone, Riccò del Golfo di Spezia, Riomaggiore.

## Bezienswaardigheden

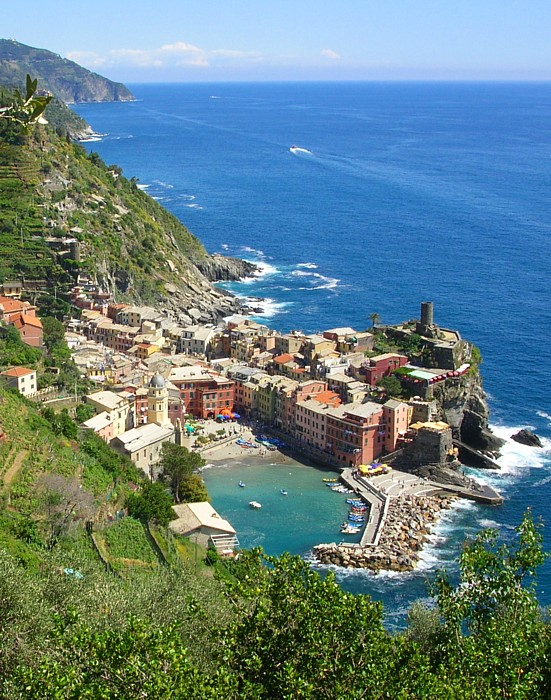
Overzichtsfoto van Vernazza

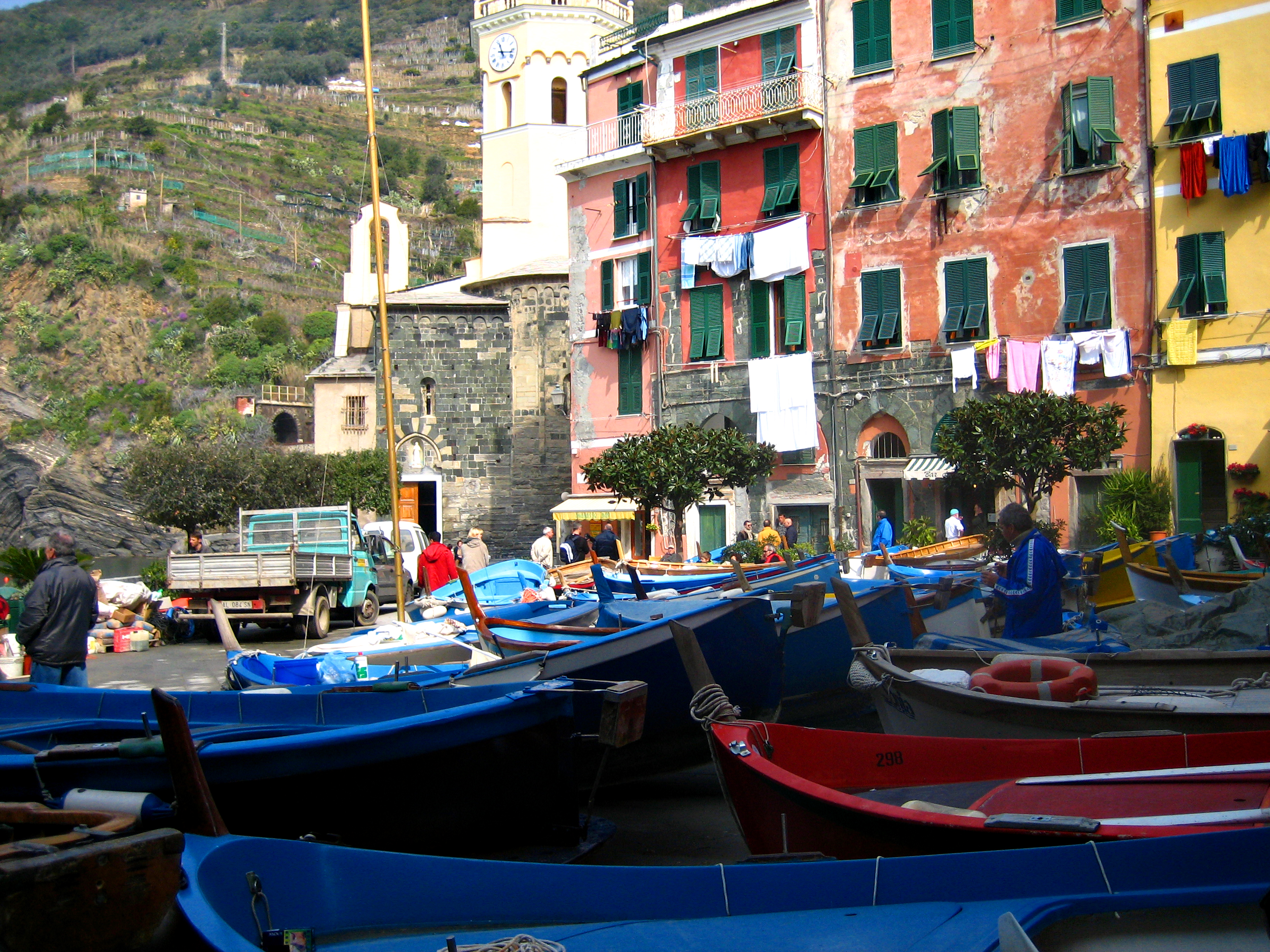
Huizen

- Cinque Terre